# Svornostita-(K)
La svornostita-(K) és un mineral de la classe dels sulfats que pertany al subgrup de la svornostita. Rep el nom de la mina Svornost, a la República Txeca, la seva localitat tipus. Fins al mes de gener de 2025 s'anomenava simplement svornostita, canviant el nom a l'actual degut al descobriment i l'aprovacio del nou mineral svornostita-(NH₄) i l'establiment del nou grup.

## Característiques
La svornostita-(K) és un sulfat de fórmula química K₂Mg[(UO₂)(SO₄)₂]₂·8H₂O. Va ser aprovada com a espècie vàlida per l'Associació Mineralògica Internacional l'any 2014, sent publicada per primera vegada un any després. Cristal·litza en el sistema ortoròmbic. La seva duresa a l'escala de Mohs és 2. És l'anàleg de magnesi de l'oldita.
L'exemplar que va servir per a determinar l'espècie, el que es coneix com a material tipus, es troba conservat a les col·leccions del Museu Mineralògic Fersmann, de l'Acadèmia de Ciències de Rússia, a Moscou (Rússia), amb el número de registre: 4537/1.

## Formació i jaciments
Va ser descoberta a la mina Svornost, situada a la localitat de Jáchymov, dins el districte de Karlovy Vary (Regió de Karlovy Vary, República Txeca), on es troba en forma de crostes cristal·lines formades per cristalls prismàtics grocs, associada a altres minerals com el guix, la geschieberita i l'adolfpateraïta. Aquesta mina txeca és l'únic indret de tot el planeta on ha estat descrita aquesta espècie mineral.